# Großwallstadt
Großwallstadt er en kommune i Landkreis Miltenberg i Regierungsbezirk Unterfranken i den tyske delstat Bayern. Håndboldklubben TV Großwallstadt stammer fra byen.

## Geografi
Großwallstadt ligger ved floden Main i i Region Bayerischer Untermain.

## Historie
Som en del af ærkestiftet Mainz blev Großwallstadt ved Sekulariseringen i 1803 en del af den da dannede Fyrstedømmet Aschaffenburg, og blev sammen med det i 1814 en del af Bayern.
- St. Peter og Paul-kirken
- Rådhuset

- Hjemstavnsmuseum
- Bytårn